# Айрон фист (активная защита)

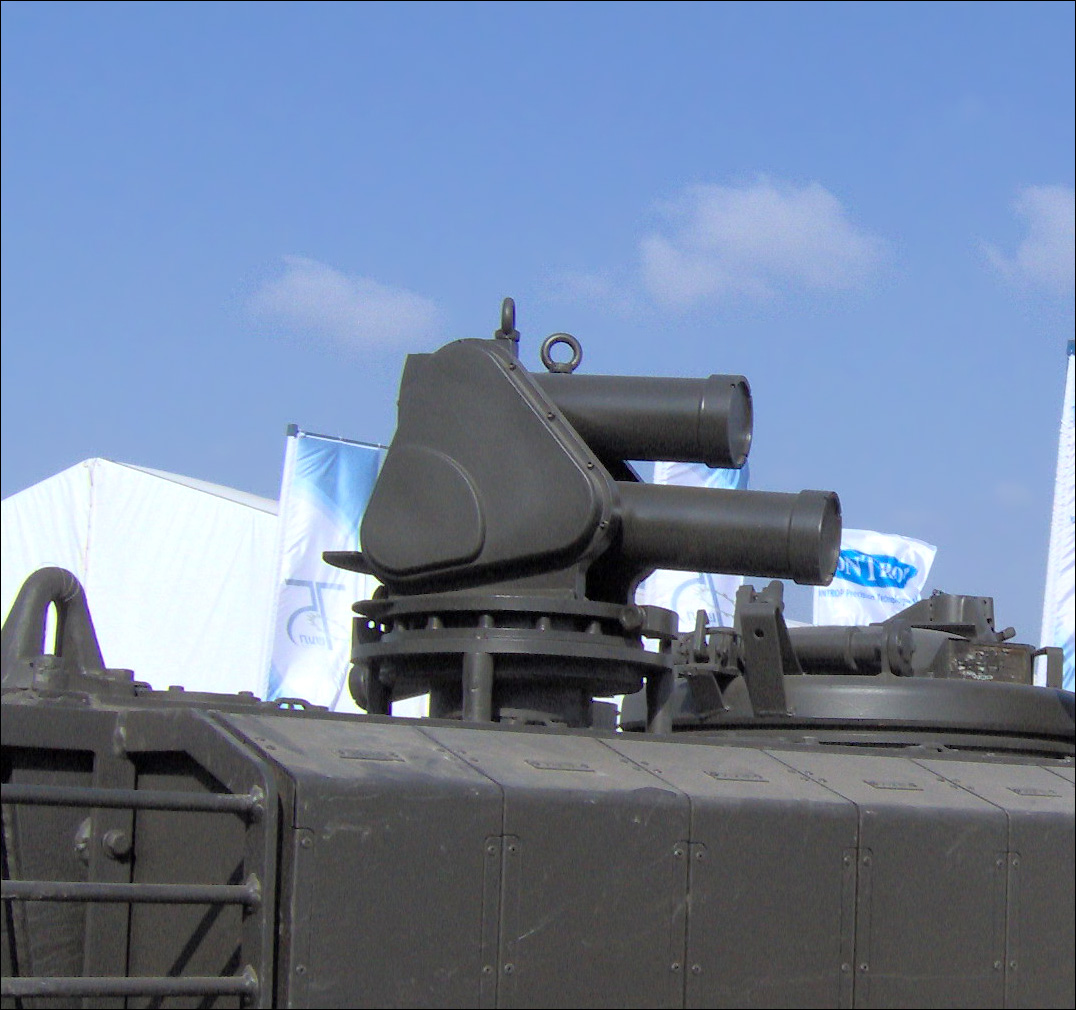

Айрон фист (ивр. חץ דורבן‎ — «Хец-дурбан»; англ. Iron Fist active protection system, буквально железный кулак) — система активной танковой защиты, разработанная в Израиле по проекту компании Israel Military Industries (IMI). Первые испытания прошли в 2006 году.
Предназначена для защиты танков от противотанковых ракет (ПТУР) и реактивных гранат, а также БОПСов орудий калибра 90, 105, 120 и 125 мм. Система создает над танком защищённую полусферу, отслеживая при помощи радаров потенциальные угрозы и уничтожая выпущенные по машине противотанковые ракеты.
Принцип действия: РЛС обнаруживают и идентифицируют направленные на танк ракеты, информация обрабатывается бортовой электроникой, которая координирует запуск навстречу перехватчиков, которые построены из легкосгораемых материалов, что призвано минимизировать осколки, и фугасным взрывом уничтожают вражеский снаряд и отклоняют осколки с первоначальной траектории полёта — система рассчитана на перехват вражеского заряда, разрушая его мощной ударной волной от взрыва. Производитель также провёл испытания и подтвердил способность системы перехватывать БОПСы из танковых орудий калибром 120 мм и 125 мм. После перехвата БОПС разделяется на фрагменты, которые теряют свою аэродинамическую стабильность, меняют направление и многократно теряют свою первоначальную эффективность, благодаря чему от таких обломков способно защитить лёгкое бронирование машин класса MRAP и схожей легкобронированной техники.
Iron Fist обладает большой гибкостью применения, например с помощью электронно-оптических датчиков может обнаруживать стреляющего, устанавливаться на лёгкие машины и, теоретически, может демонтироваться для установки на стационарную позицию вне транспортного средства. Также система может автоматически поворачивать башню в сторону, откуда был сделан выстрел, если данная функция включена оператором.
Закуплены армией США (2010-е).
Армия США использует комплексы Iron Fist на своих БМП "Брэдли", для усиления их защищённости в условиях современного боя. Также рассматривается вариант установки данных комплексов на более лёгкие машины типа "Страйкер".
Пусковые установки исполняются в нескольких вариациях, зависящих от желания заказчика. Самая распространённая - 2-х зарядная ПУ. Имеет два заряда-перехватчика. Однако, количество зарядов-перехватчиков может быть увеличено до 6 ПУ. Также прорабатывался вариант с 8 зарядами-перехватчиками, но данных по его установке на не экспериментальную технику нет.
На тяжёлую технику обычно устанавливают две ПУ, количество зарядов-перехватчиков в каждой зависит от желания заказчика. Лёгкая техника типа MRAP обычно обходится одной ПУ на машину. Для лёгкой бронетехники также есть возможность установки на ПУ пулемёта, который в случае необходимости будет автоматически разворачиваться в сторону, откуда вёлся огонь по машине, что упрощает ответные действия экипажу.
В отличие от Трофи, данная система может осуществлять перехват целей всем своим запасом зарядов-перехватчиков, без траты времени на перезарядку ПУ, а потому способна перехватывать залповые атаки на машину.